# Gunhild Carling
Gunhild Carling (Annedals parish, 1975. május 7. –) svéd dzsesszzenész, énekes; aki szinte minden hangszeren játszik, bár elsősorban trombitás és harsonás.

## Pályakép
Carling 2010-ben vált ismertté az Allsång på Skansenen való fellépésekor. Ugyanebben az évben a Dansbandskampen tévé szakkommentátora lett. Harsonát, dudákat, trombitát, bendzsót, ukulelét, hárfát – bármilyen hangszert képes a színpadon használni. Megesik, hogy három trombitán játszik egyszerre.
Énekel is.
Táncolt a Dance Dance 2014-en (a svéd TV4-en), és a harmadik helyet szerzett.

## Lemezek
- 2006: Red Hot Jam
- 2009: Magic Swing
- 2011: Jul Därhemma
- 2014: Swing Out!
- 2014: The Carling Big Band Variete
- 2015: Harlem Joy: Gunhild Carling's Otroliga Jazz & Variety Show
- 2015: The Carling Big Band
- 2015: Big Apple
- 2016: The Thore Ehrling Scholarship

## Díjak
- 1985: The Louis Armstrong Scholarship
- 2006: Kobe Jazz Street Award
- 2009: The SKAP Scholarship
- 2009: The Anita O'Day Award
- 2010: Malmö Stads Glädjespridare
- 2011: Honorary citizenship in Eslöv, Sweden

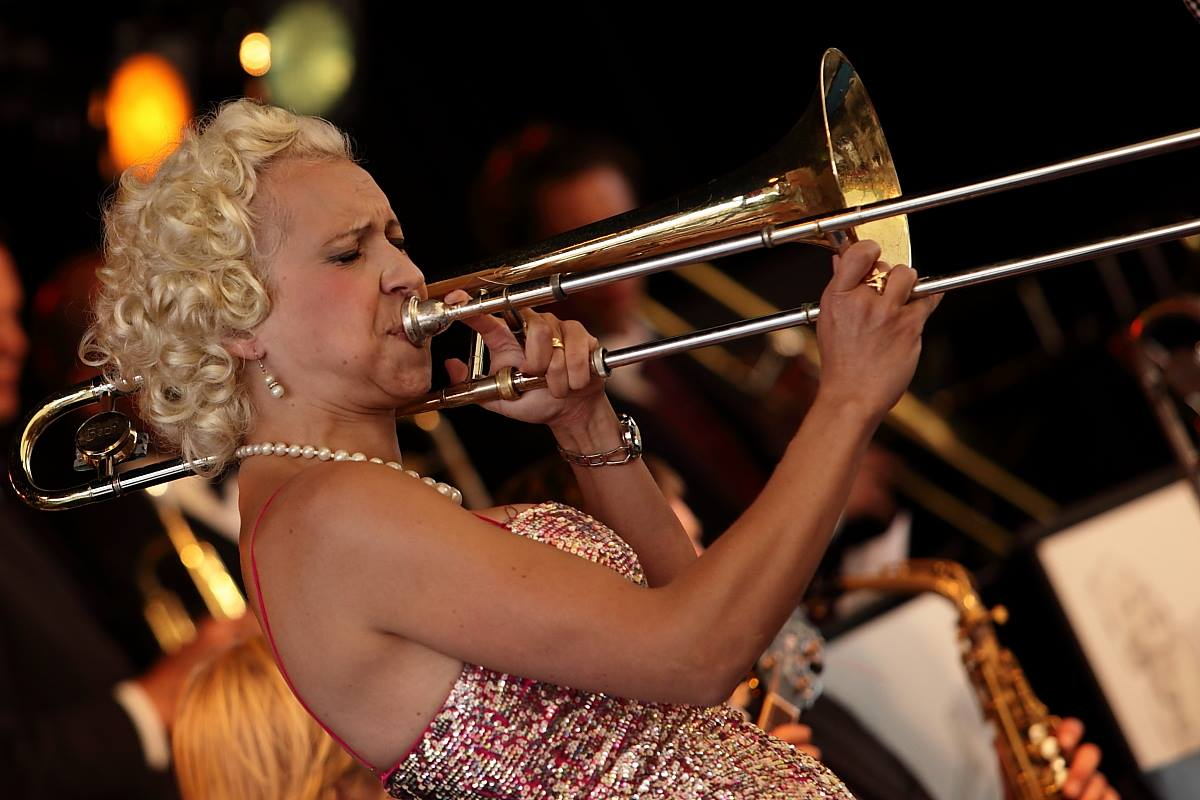

- 2014: Scanian of the Year